# Regaty żeglarskie

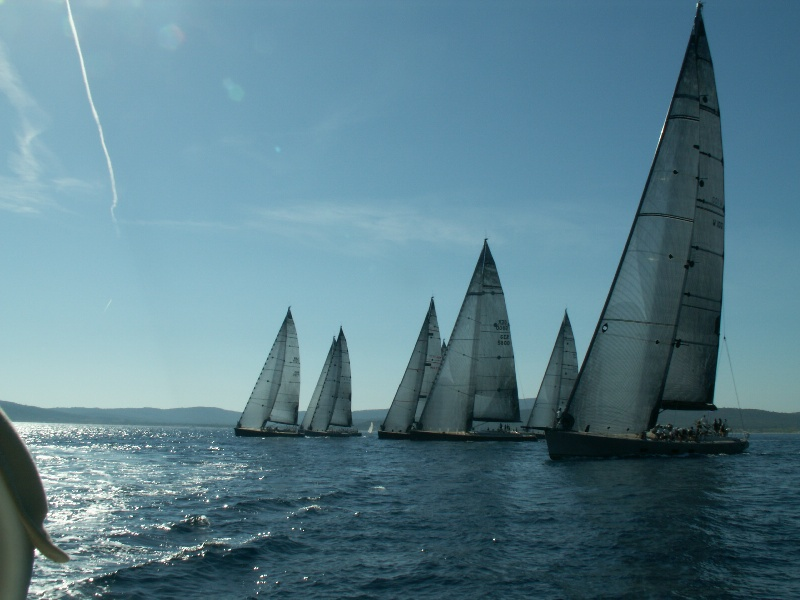
Voiles de Saint-Tropez 2007

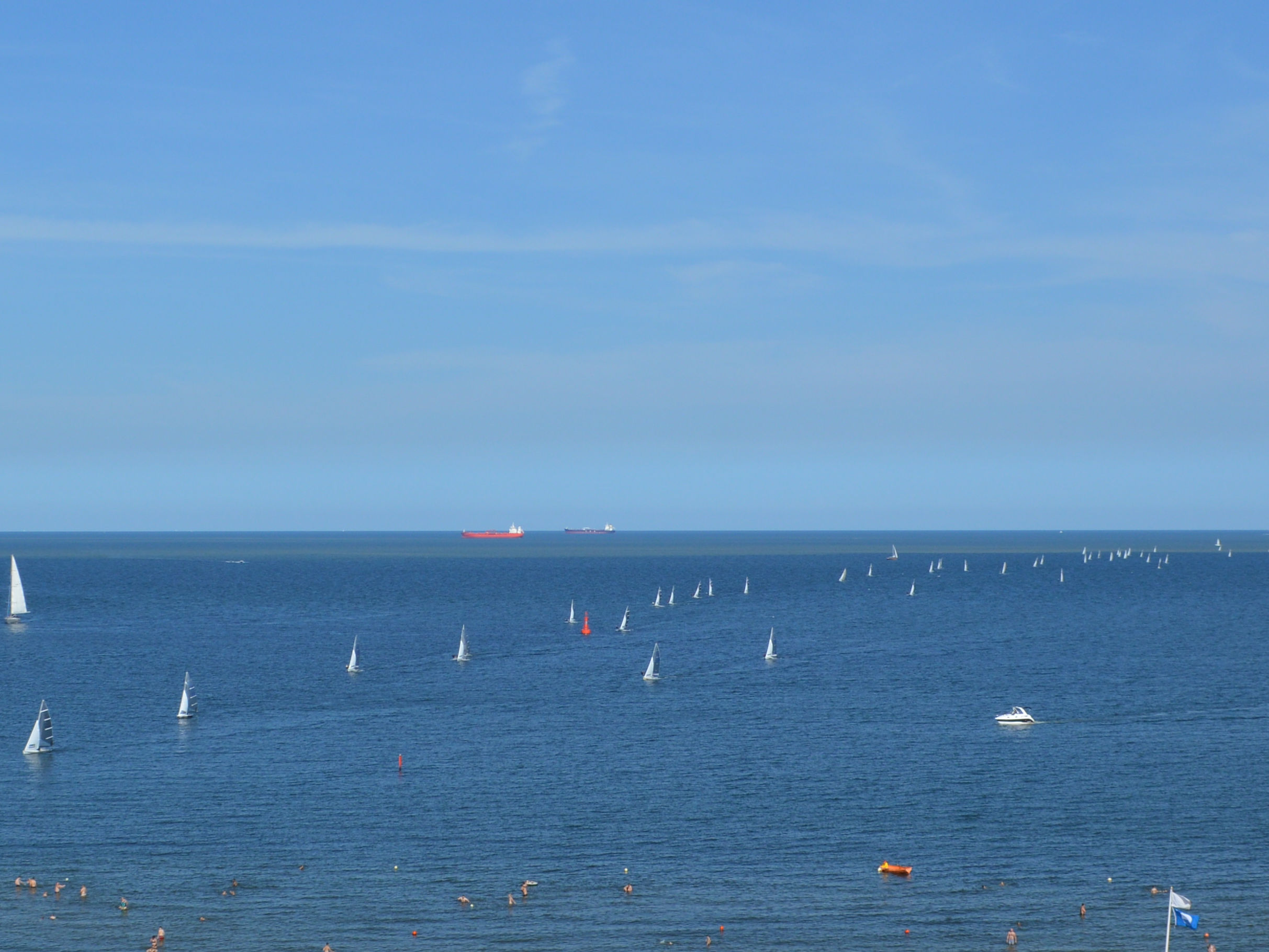
Flota 5o5 wraca po wyścigach w czasie Mistrzostw Świata w Gdyni w 2018

Regaty żeglarskie – jeden z rodzajów regat, w którym biorą udział pojazdy napędzane siłą wiatru.

## Historia
Pierwsze wzmianki dotyczące wyścigów łodzi wiosłowych pochodzą z XIV wieku. Organizowane były przez weneckich kupców i nazywane świętami wodnymi "Regatta". Od tego czasu nazwa ta stosowana jest jako określenie wyścigów wszelkiego rodzaju jednostek pływających. W 1.10.1661 r. w Anglii na Tamizie odbyły się pierwsze udokumentowane regaty pomiędzy jachtem Karola II - Katarzyna oraz jego brata księcia Yorku - Anna. Regularnie odbywały się również regaty organizowane przez księcia Balearów. Od tamtego czasu rozpoczął się wyścig konstruktorów jachtów w budowaniu jednostek o jak największej wartości regatowej.

## Podział
Między innymi:
- podział ze względu na liczbę wyścigów:
  - regaty w których jest rozgrywany jeden wyścig
  - regaty w których jest rozgrywanych wiele wyścigów (lub etapów) i ostateczna klasyfikacja jest ustalana w określony przepisami sposób na podstawie wyników poszczególnych wyścigów
- podział ze względu na stosowane przepisy:
  - regaty floty - w tego typu zawodach startuje wspólnie grupa jednostek pływających (dwie lub więcej)
  - regaty meczowe - w każdym wyścigu rywalizują ze sobą tylko dwie jednostki, które ścigają się pod nadzorem arbitrów rozstrzygających w czasie wyścigu sporne kwestie dotyczące prawa drogi
  - regaty zespołowe - w każdym wyścigu rywalizują ze sobą dwa zespoły liczące dwie lub więcej jednostek. Podobnie jak w regatach meczowych, sędziowanie odbywa się w trakcie wyścigu
- podział ze względu na akwen regat i rodzaj trasy:
  - regaty małych łodzi na trasie wyznaczonej przez boje - jednostki pływające muszą okrążyć zakotwiczone boje w określonej kolejności i kierunku. Pojedynczy wyścig zwykle trwa od kilkunastu minut do kilku godzin
  - regaty przybrzeżne - trasa jest wyznaczona bojami lub stałymi znakami nawigacyjnymi. Wyścig trwa kilka do kilkunastu godzin
  - regaty morskie - trasa wyznaczona przez stałe znaki nawigacyjne lub wyspy. Wyścig trwa od kilkunastu godzin do paru dni
  - regaty oceaniczne - trasa jest wyznaczona na przestrzeni jednego lub więcej oceanów
  - regaty dookoła globu - ustalona trasa prowadzi wodami trzech oceanów dookoła Ziemi (start i meta nie muszą być dokładnie w tym samym miejscu)
- podział ze względu na rodzaj jednostek pływających:
  - regaty żaglówek i jachtów
  - regaty desek z żaglem (windsurfingów)
  - regaty modeli jachtów
- podział ze względu na sposób obliczania wyników:
  - regaty bez przeliczenia - jednostki pływające mają zaliczone takie miejsce, w jakiej kolejności przekroczą linię mety
  - regaty z przeliczeniem - wyniki regat są ustalane na podstawie czasu przekroczenia linii mety i odpowiednich współczynników opisujących teoretyczne osiągi jednostki. Taki sposób rywalizacji umożliwia w miarę sprawiedliwą (w miarę, gdyż nie ma idealnego systemu przeliczania) rywalizację jednostek różnych typów i konstrukcji. Zwykle jest stosowany w regatach większych jachtów